# 池田一二三
池田 一二三（いけだ ひふみ、女性、1953年（昭和28年）9月28日 - ）は、日本の政治家、看護師。岡山県新見市長（1期）、新見市議会議員（3期）、哲西町議会議員（2期）。

## 来歴
1974年（昭和49年）3月、岡山県立倉敷中央高等学校専攻科卒業。同年、倉敷市立児島市民病院（現：倉敷市立市民病院）に看護師として勤務。1991年（平成3年）、哲西町社会福祉協議会に転職。1995年（平成7年）、退職。
1999年（平成11年）、哲西町議会議員に初当選。2003年（平成15年）、再選。2005年（平成17年）3月31日、哲西町は旧新見市、大佐町、神郷町、哲多町と対等合併を行い消滅。新しい新見市が誕生。これに伴って同年4月24日に行われた新見市議会議員選挙に立候補し当選。
2013年（平成25年）4月から2015年（平成27年）4月まで市議会議長を務めた。
2016年（平成28年）11月9日、林業作業中に倒れて意識不明となっていた新見市長の石垣正夫が死去。同年12月1日、池田は市議を辞職し、12月5日に新見市長選挙への出馬を表明した。12月25日に行われた市長選は前副市長の戎斉との一騎打ちとなり、池田が初当選を果たした。連合岡山は戎を推薦したが、自由民主党と公明党は支持層が重なるとして自主投票とすることを決めた。選挙の結果は以下のとおり。
※当日有権者数：26,511人 最終投票率：72.14%（前回比：pts）
| 候補者名   | 年齢 | 所属党派 | 新旧別 | 得票数  | 得票率 | 推薦・支持       |
| ---------- | ---- | -------- | ------ | ------- | ------ | ---------------- |
| 池田一二三 | 63   | 無所属   | 新     | 9,911票 | 52.04% |                  |
| 戎斉       | 60   | 無所属   | 新     | 9,134票 | 47.96% | （推薦）連合岡山 |

2020年（令和2年）の市長選は前回戦った戎斉に敗れ、次点で落選した。
※当日有権者数：24,698人 最終投票率：73.37%（前回比：1.23pts）
| 候補者名   | 年齢 | 所属党派 | 新旧別 | 得票数  | 得票率 | 推薦・支持 |
| ---------- | ---- | -------- | ------ | ------- | ------ | ---------- |
| 戎斉       | 64   | 無所属   | 新     | 8,814票 | 48.88% |            |
| 池田一二三 | 67   | 無所属   | 現     | 7,477票 | 41.46% |            |
| 仲田芳人   | 66   | 無所属   | 新     | 1,742票 | 9.66%  |            |

選挙後の12月2日、同月の定例会は新しい市長で臨むべきだとした上で12月24日の任期満了を待たず辞職届を提出。12月7日の臨時会で受理された。